# Vapstälven

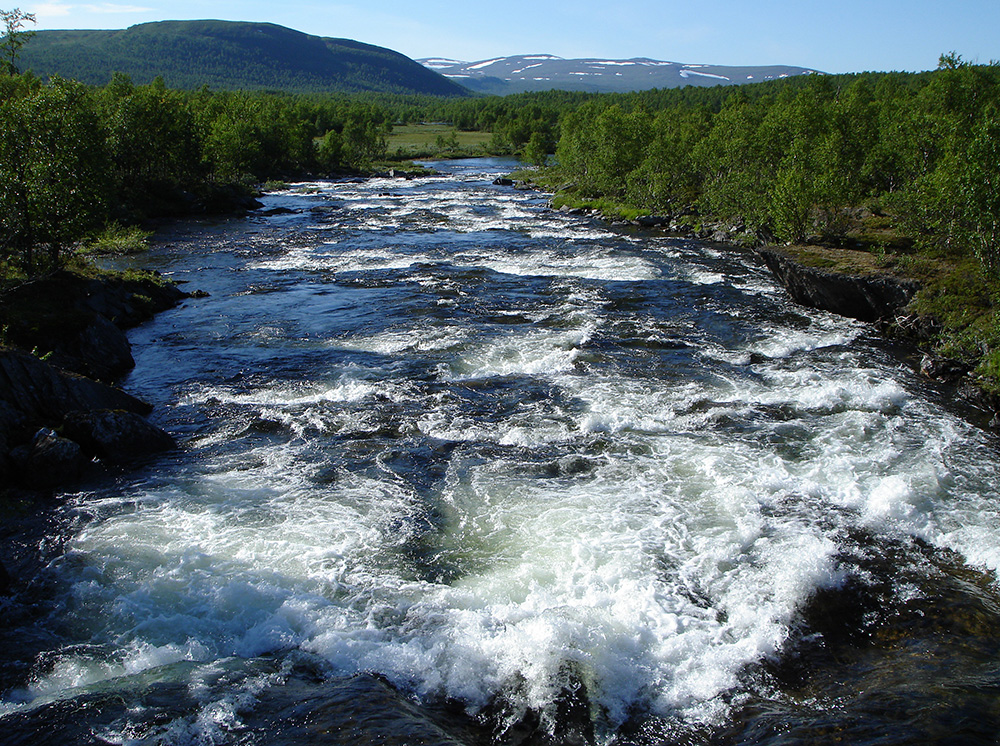
Vapstälven strax nedströms utloppet ur Virisen.

Vapstälven är en fjällälv som från källområdet mellan Norra och Södra Gardfjället i Vilhelmina kommun rinner västerut genom sjön Virisen. Nedströms Virisen utgör vattendraget gräns mellan Vilhelmina och Storumans kommuner. Den svenska delen av Vapstälvens avrinningsområde omges huvudsakligen av fjällbjörkskog och är ytterst glesbefolkad. De fasta bosättningarna är fjällägenheterna Virisen vid sjön med samma namn, Bojtiken vid Virisens utlopp samt Gränssjö ungefär en mil längre nedströms. Ytterligare en dryg mil nedströms, nära norska gränsen, ligger byn Skalmodal.
I Norge byter vattendraget namn till Skardmodalselva. Efter föreningen med Susna kallas älven för Vefsna. Den rinner genom kommunerna Hattfjelldal, Grane och Vefsn innan den mynnar i Vefsnfjorden vid Mosjøen. Vapstälven är det största vattendraget i Sverige som dräneras mot Norge.
Längden i Sverige är 60 km, avrinningsområdet 556,4 km², sjöprocenten 8 och medelvattenföringen 16 m³/s. Den största sjön inom avrinningsområdet är Virisen. Cirka 150 arkeologiska fyndlokaler finns inom älvens svenska del.
Summerat på Sverige och Norge har Vefsna med tillflöden längden 163 km, avrinningsområdet 4231 km² och medelvattenföring vid mynningen på 207 m³/s. Det är mest av Nordlands fylkes älvar.
Söder om Skalmodal, vid norska gränsen, finns Skalmodals naturreservat med atlantisk granskog som är i det närmaste opåverkad av avverkningar. Detta är det enda större barrskogsklädda området på fjällkedjans västsida i Lappland.
Vapstälven/Vefsna är den viktigaste laxälven i Norge näst efter Tana älv. Den har också ett skyddsvärt storöringsbestånd av atlantisk typ. Älven är i stort sett opåverkad av vattenkraftsutbyggnad. I Sverige skyddas den sedan 1998 av miljöbalken. I Norge är älven ett av endast tre större vattendrag som är föga påverkade av vattenkraftsutbyggnad. Utbyggnadsplaner har diskuterats i Norge under 2000-talet men sedermera lagts på is.